# Línea Marrón (Metro de Chicago)
La línea Marrón (en inglés: Brown line) del Metro de Chicago comúnmente conocido como Chicago "L", es una línea que abastece al  Área metropolitana de Chicago y consiste en 28 estaciones.  La línea inicia en la estación Kimball en Albany Park, a la estación The Loop en el Centro de Chicago.  La línea fue inaugurada el  18 de mayo de 1907.

## Estaciones
| Línea Marrón (Ravenswood branch) | Línea Marrón (Ravenswood branch) | Línea Marrón (Ravenswood branch)                                                                     |
| Estación                         | Localidad                        | Puntos de interés y notas                                                                            |
| -------------------------------- | -------------------------------- | --- |
| Kimball                          | 4755 N. Kimball Avenue           | North Park University, Northeastern Illinois University, Northside College Prep, Albany Park Library |
| Kedzie                           | 4648 N. Kedzie Avenue            | Swedish Covenant Hospital, Albany Park (Chicago)                                                     |
| Francisco                        | 4648 N. Francisco Avenue         | |
| Rockwell                         | 4648 N. Rockwell Street          | Rockwell Street Neighborhood Shops                                                                   |
| Western                          | 4648 N. Western Avenue           | Lincoln Square (Chicago), Sulzer Regional Library, Old Town School of Folk Music                     |
| Damen                            | 4645 N. Damen Avenue             | Transferencia a los trenes del Metra en Ravenswood.                                                  |
| Ravenswood                       |                                  | Cerrada el 1 de agosto de 1949                                                                       |
| Montrose                         | 1817 W. Montrose Avenue          | Margie's Candies                                                                                     |
| Irving Park                      | 1816 W. Irving Park Road         | |
| Addison                          | 1818 W. Addison Street           | |
| Paulina                          | 3410 N. Lincoln Avenue           | Roscoe Village                                                                                       |
| Southport                        | 3411 N. Southport Avenue         | Music Box Theatre                                                                                    |

| Línea Marrón (North Side Main Line) | Línea Marrón (North Side Main Line)          | Línea Marrón (North Side Main Line) |
| Estación                            | Localidad                                    | Puntos de interés & Notas |
| ----------------------------------- | -------------------------------------------- | --- |

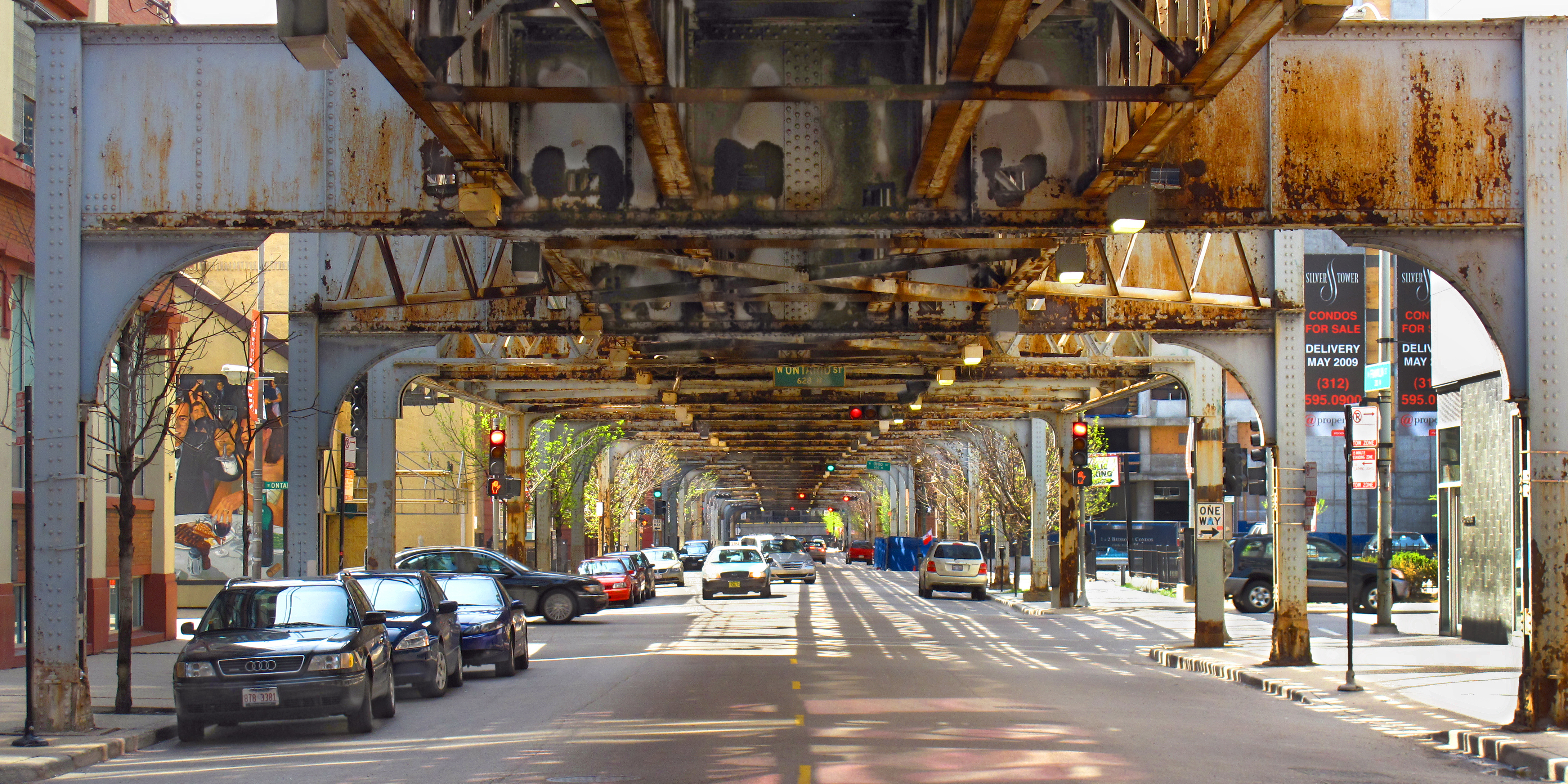
La línea Marrón y la Púrpura del Metro de Chicago operan arriba de la Calle Franklin en los barrios Near North Side

| Belmont                             | 945 W. Belmont Avenue                        | Lakeview, Briar Street Theater Boystown, The Vic Theatre Estación de transferencia para los trenes de las líneas Roja y Púrpura                        |
| Wellington                          | 945 W. Wellington Avenue                     | Illinois Masonic Medical Center |
| Diversey                            | 943 W. Diversey Avenue                       | Lincoln Park, Elks National Memorial Headquarters Building                                                                                             |
| Wrightwood                          |                                              | Cerrada el 1 de agosto de 1949 |
| Fullerton                           | 943 W. Fullerton Avenue                      | Lincoln Park, DePaul University, Children's Memorial Hospital, Biograph Theater Estación de transferencia para los trenes de las líneas Roja y Púrpura |
| Webster                             |                                              | Cerrada el 1 de agosto de 1949 |
| Armitage                            | 944 W. Armitage Avenue                       | Goose Island Brewery, Lincoln Park Zoo |
| Willow                              | Willow Street y Sheffield Avenue             | Cerrada el 17 de mayo de 1942 |
| Halsted                             |                                              | Cerrada el 1 de agosto de 1949 |
| Larrabee                            | Larrabee Street, Ogden Avenue y North Avenue | Cerrada el 1 de agosto de 1949 |
| Sedgwick                            | 1536 N. Sedgwick Street                      | The Second City, Piper's Alley, Old Town, Chicago History Museum, North Avenue Beach, Steppenwolf Theatre Company                                      |
| Schiller                            |                                              | Cerrada el 1 de agosto de 1949 |
| Division                            |                                              | Cerrada el 1 de agosto de 1949 |
| Oak                                 | Oak Street y Orleans Street                  | Cerrada el 31 de julio de 1949 |
| Chicago                             | 301 W. Chicago Avenue                        | Moody Bible Institute, Cabrini–Green, River North Gallery District                                                                                     |
| Grand                               | Grand Avenue y Franklin Street               | Cerrada el 20 de septiembre de 1970 |
| Kinzie                              | Kinzie Street y Wells Street                 | Cerrada en1921; reemplazada por Grand |
| Merchandise Mart                    | 350 N. Wells Street                          | Merchandise Mart Estación de transferencia para los trenes de la línea Púrpura                                                                         |

| Línea Marrón (Loop)                       | Línea Marrón (Loop)                | Línea Marrón (Loop) |
| Estación                                  | Localidad                          | Puntos de interés y notas |
| ----------------------------------------- | ---------------------------------- | --- |
| Randolph/Wells                            | 150 N. Wells St.                   | Cerrada el 17 de julio de 1995; reemplazada Washington/Wells |
| Washington/Wells                          | 100 N. Wells Street                | Chicago City Hall, Civic Opera House, Chicago Mercantile Exchange, Ogilvie Transportation Center Estación de transferencia para los trenes de las líneas Naranja y Línea Rosa |
| Madison/Wells                             | 1 N. Wells St.                     | Cerrada el 30 de enero de 1994; reemplazada por Washington/Wells |
| Quincy                                    | 220 S. Wells Street                | Willis Tower (antes Sears Tower), Union Station Transferencia para los trenes Metra and Amtrak |
| LaSalle/Van Buren                         | 121 W. Van Buren Street            | Chicago Board of Trade, Chicago Board Options Exchange Estación de transferencia para los trenes de Metra en la Estación Calle LaSalle |
| Dearborn/Van Buren                        | Dearborn Street y Van Buren Street | Cerrada en1949 |
| Harold Washington Library-State/Van Buren | 1 W. Van Buren Street              | Harold Washington Library Center, DePaul University, Robert Morris University, John Marshall Law School, Chicago Bar Association y The Auditorium Building de Roosevelt University Estación de transferencia para los trenes de las líneas Púrpura, Naranja, y Línea Rosa y Línea Roja vía Jackson/State y Línea Azul vía Jackson/Dearborn |
| State/Van Buren                           | 400 S. State St.                   | Cerrada el 2 de septiembre de 1973 |
| Adams/Wabash                              | 201 S. Wabash Avenue               | Grant Park, Petrillo Music Shell, Buckingham Fountain, Instituto de Arte de Chicago, Orchestra Hall, DePaul University Estación de transferencia para los trenes de las líneas Naranja y Verde |
| Madison/Wabash                            | 2 N. Wabash Avenue                 | Jewelers Row |
| Washington/Wabash                         | TBD                                | Consolidación de Madison/Wabash y Randolph/Wabash se espera que abra en 2014 |
| Randolph/Wabash                           | 151 N. Wabash Avenue               | Marshall Field's, Chicago Cultural Center, Millennium Park Estación de transferencia para los trenes de las líneas Metra y South Shore |
| State/Lake                                | 200 N. State Street                | Chicago Theatre, Gene Siskel Film Center Estación de transferencia para los trenes de las líneas Línea Roja |
| Clark/Lake                                | 100 W. Lake Street (Chicago)       | James R. Thompson Center, Richard J. Daley Center Estación de transferencia para los trenes de las líneas Green, Naranja Pink, Púrpura (lunes a viernes en horas pico), y Línea Azul |

En Clark/Lake, trenes de la línea Marrón regresan a Merchandise Mart, después vuelven de regreso a Kimball.